# Philippe Mangeot
Philippe Mangeot (7 de marzo de 1965) es un profesor, activista asociativo y guionista de cine francés.

## Biografía
Es hijo de Jean-Pierre Mangeot (director de Glaxo-Wellcome France, el laboratorio que produjo el primer fármaco aprobado contra el SIDA, el AZT ) y Monique Mangeot, profesora de bioquímica.
Exalumno de la Escuela Normal Superior, es catedrático de Literatura y enseña en clases preparatorias literarias, actualmente en el instituto Lakanal de Sceaux.
Seropositivo desde 1986, fue miembro de la asociación de lucha contra el SIDA Act Up-Paris, en la que ocupó varias responsabilidades, incluida la editorial, y que presidió de 1997 a 1999.
Colaboró en los guiones de cine de las películas Summer Nights, de Mario Fanfani, y 120 latidos por minuto,  de Robin Campillo, que recibió el Premio del Jurado en el Festival de Cannes de 2017.

## Publicaciones
- Acerca de Act Up
- El SIDA. ¿Cuántas divisiones? Trabajo colectivo de Act Up-Paris, Ed. Dagorno, 1994.
- «Impureza de la política», Alice , nº 1, 1998.
- «Foucault sin saberlo», en Didier Eribon (ed.), El infrecuente Michel Foucault, EPEL, 2001.
- «El SIDA no tuvo lugar», Cahiers de la Villa Gillet, n ° 16: «El evento», 2002.